# 一流大学建设系列研讨会
一流大学建设系列研讨会由首批进入985工程的九所高校（即C9联盟）于2003年共同发起，旨在交流一流研究型大学建设的经验，推动校际合作。研讨会于2003年在清华大学举办了首届，以后每年召开一次，由各校轮流承办，国务院学位委员会、教育部、国防科工委、中国科学院负责人和各大学校长带队出席。九所成员大学被认为是中国大陆的顶尖大学、常春藤盟校。

## 成员大学
研讨会的九所成员大学是中国国家重点建设高校，首批入选985工程、211工程的大学。在全国高校中，它们的数量占1％，而长江特聘教授占高校总数的一半以上，杰出青年基金获得者超过60％，重点实验室约占近50％，年科研经费约占1/3，在校硕士生占20％，博士生占30％。
从2010年开始，香港大学、香港中文大学、香港科技大学3所高校受邀参加研讨会，12所高校校长围绕会议主题进行报告和研讨。
从2021年开始，澳门科技大学、澳门大学2所澳门高校受邀参加研讨会，14所高校校长和副校长围绕主题进行报告和研讨，共同探讨在“三新一高”框架下中国特色世界一流大学建设之道。
按筆劃排序：
- 上海交通大學
- 中國科學技術大學
- 北京大學
- 西安交通大學
- 南京大學
- 哈爾濱工業大學
- 香港中文大學
- 香港大學
- 香港科技大學
- 浙江大學
- 清華大學
- 復旦大學
- 澳門科技大學
- 澳門大學

14校中北京大學、清華大學、浙江大學、南京大學、復旦大學、上海交通大學、西安交通大學为教育部直属，中國科學技術大學隶属中国科学院，哈爾濱工業大學隶属工业和信息化部，同时浙江大學、南京大學、復旦大學、上海交通大學、西安交通大學、中國科學技術大學、哈爾濱工業大學为与所在省市共建高校。

## 历届会议
- 2003年4月20日，清华大学
  - 清华大学校长王大中
  - 北京大学校长许智宏
  - 浙江大学、南京大学、复旦大学、上海交通大学、西安交通大学、中国科学技术大学、哈尔滨工业大学、中国人民大学、北京师范大学、厦门大学、华南师范大学、首都师范大学

- 2004年4月2至3日，上海交通大学
  - 清华大学校长、北京大学校长、浙江大学校长、南京大学校长、复旦大学校长、上海交通大学书记马德秀、校长谢绳武、西安交通大学校长、中国科学技术大学校长朱清时、哈尔滨工业大学校长

- 2005年5月19至20日，南京大学
  - 江苏省副省长王湛
  - 清华大学校长、北京大学校长、浙江大学校长、南京大学校长蒋树声、复旦大学校长、上海交通大学校长、西安交通大学校长、中国科学技术大学校长、哈尔滨工业大学校长

- 2006年9月18至19日，中国科学技术大学
  - 浙江大学校长杨卫、常务副校长倪明江、南京大学校长陈骏、上海交通大学党委书记马德秀、西安交通大学校长郑南宁、清华大学副校长康克军、北京大学副校长、复旦大学常务副校长张一华、中国科学技术大学党委书记郭传杰、校长朱清时、哈尔滨工业大学校长王树国

- 2007年8月15日至16日，哈尔滨工业大学
  - 清华大学校长顾秉林、北京大学校长许智宏、浙江大学校长杨卫、南京大学校长陈骏、复旦大学校长王生洪、上海交通大学校长张杰、西安交通大学校长郑南宁、中国科技大学党委书记郭传杰、哈尔滨工业大学校长王树国

- 2008年10月13日至14日，浙江大学
  - 教育部副部长赵沁平、浙江省副省长郑继伟
  - 清华大学校长顾秉林、北京大学校长许智宏、浙江大学校长杨卫、南京大学校长陈骏、复旦大学校长王生洪、上海交通大学校长张杰、西安交通大学校长郑南宁、中国科技大学党委书记许武、校长侯建国、哈尔滨工业大学校长王树国** 澳大利亚八校联盟秘书长Michael Gallagher

- 2009年10月9日至10日，西安交通大学
  - 出席：
    - 清华大学校长顾秉林、北京大学校长周其凤、浙江大学校长杨卫、上海交通大学校长张杰、西安交通大学校长郑南宁、复旦大学党委书记秦绍德、中国科学技术大学校长侯建国、哈尔滨工业大学校长王树国、南京大学副校长程崇庆

  - 内容：
    - 九校正式成立“C9联盟”（简称C9），签订《一流大学人才培养合作与交流协议书》》[3]，协议书内容包括：实施本科生交流和研究生联合培养，9校互认课程成绩与学分；联合举办系列暑期学校（C9-Summer School），加强与美国常春藤学校联盟、澳大利亚“G8”等大学组织的交流与合作；设立9校合作联盟专门网站，建立9校间博士学位论文网上相互评审系统；联合开展教材建设，教学与教改研究；联合建立和发布以精品课程为骨干的学分互认课程目录；联合建立共享的远程教育平台；建立人才培养对口部门定期交流机制；联合开展青年教师教学能力和青年导师队伍培训工作；联合举办以同专业本科生为主参加的联合野外考察、联合生产实习、联合设计实习、联合社会调查等各种专业实践和社会实践活动；积极推动研究生培养机制改革引领中国高水平研究生培养向世界一流大学接轨等。

- 2010年，复旦大学

- 2011年，北京大学
  - 出席：
    - 清华大学校长顾秉林、北京大学校长周其凤、浙江大学校长杨卫、南京大学校长陈骏、复旦大学校长杨玉良、上海交通大学校长张杰、西安交通大学校长郑南宁、中国科学技术大学校长侯建国、哈尔滨工业大学校长王树国。澳大利亚八校联盟（Go8）主席、昆士兰大学校长保罗·格林菲尔德（Paul Greenfield）也应邀出席会议。

- 2012年，浙江大学

2012年10月8日，“2012一流大学建设系列研讨会”暨中国大学校长联谊会在浙江大学举行，北京大学、清华大学、浙江大学、南京大学、复旦大学、上海交通大学、西安交通大学、中国科学技术大学、哈尔滨工业大学等C9高校，以及香港大学、香港中文大学、香港科技大学、澳大利亚八校联盟(Go8)、美国大学联盟(AAU)、欧洲研究型大学联盟(LERU)的代表参加了会议，会议围绕“面向2020的协同创新道路”主题展开深入探讨。浙江省省委副书记、省长夏宝龙，教育部副部长、党组副书记杜玉波，以及浙江省、教育部的有关部门负责人出席了会议（http://news.ustc.edu.cn/xwbl/201210/t20121012_142392.html）。%5B%5D
- 2021年，复旦大学

2021年10月15-16日，由复旦大学主办的2021年度“一流大学建设系列研讨会”在上海举行。北京大学、清华大学、哈尔滨工业大学、复旦大学、上海交通大学、南京大学、浙江大学、中国科学技术大学、西安交通大学、香港大学、香港中文大学、香港科技大学、澳门大学、澳门科技大学14所中国一流高校校长、副校长云集上海青浦长三角示范区，在2021年度“一流大学建设系列研讨会”上共同探讨在“三新一高”框架下中国特色世界一流大学建设之道。